# Francesc Carbià Barrera
Francesc 'Fran' Carbià Barrera (nascut el 31 de març de 1992) és un futbolista català que juga principalment d'extrem esquerre a la Real Balompédica Linense.

## Carrera de club
Nascut a Tarragona, Catalunya, Carbià va acabar la seva formació amb el club de la seva ciutat natal Gimnàstic de Tarragona. Va ascendir a l'equip de formació l'any 2010, i va debutar amb aquest últim a Tercera Divisió.
Carbià va ser un suplent no utilitzat en la victòria a Segona Divisió per 3-1 contra el FC Cartagena el 17 de març de 2012, i va aparèixer amb la plantilla principal a les pretemporades de 2011 i 2012, tot i que la seva etapa va estar relacionada principalment amb el filial. El 8 de juliol de 2013 va acordar un contracte amb el club de Segona Divisió B CF Reus Deportiu.
El 20 de novembre de 2015, quan el seu contracte havia de caducar, Carbià va renovar el seu vincle fins al 2017, i va aportar quatre gols en 33 aparicions, en una temporada en què el seu equip va aconseguir l'ascens a la segona divisió per primera vegada. Va fer el seu debut professional el 27 d'agost de 2016, titular i marcant el primer en un empat a casa per 1-1 contra el CD Mirandés.
El 16 d'octubre de 2016, Carbià va marcar un doblet en la victòria per 2-0 a l'UCAM Murcia CF. Sis dies després, va tancar la victòria a casa per 2-1 sobre el CD Lugo, portant el seu compte fins a cinc gols en els primers 11 partits.
El 28 de desembre de 2018, Carbià va ser un dels cinc jugadors que van marxar del Reus per salari impagat. L'11 de gener següent, va signar amb el FC Dinamo Tbilisi per cinc mesos.
Carbiá va tornar a la tercera categoria espanyola l'estiu del 2019, unint-se a la UD Eivissa amb un contracte de dos anys. A la següent finestra de fitxatges, va passar al Gimnàstic de Tarragona a la mateixa lliga cedit fins al 30 de juny. El 2 de setembre de 2020, va acceptar un contracte indefinit en aquest últim equip.
L'agost de 2023, Carbià va signar un contracte d'un any al Real Balompédica Linense, procedent del CF Badalona Futur també de Segona Federació